# Fakir du Vivier
Pour les articles homonymes, voir Vivier.
Fakir du Vivier (1971-1992) est un trotteur français, né de Sabi Pas et de Ua Uka. Propriété d'Alain Delon à partir de 1975, il était entraîné et drivé par Pierre-Désiré Allaire, son ancien propriétaire. Champion sur les pistes, il est devenu l'un des étalons les plus influents de l'élevage français.

## Carrière de courses
Issu de la grande poulinière Ua Uka, frère ainé utérin du champion Hadol du Vivier, Fakir du Vivier se révèle rapidement comme le numéro 1 de sa génération, remportant les Critériums à 3 et 4 ans, le Critérium continental, les Prix de l'Étoile et de Sélection, ou le Grand Prix d’Europe à Milan dans un temps record. Il se place dans trois Prix d’Amérique, quatrième de Bellino II en 1977, deuxième de Grandpré en 1978 et troisième derrière High Echelon et Idéal du Gazeau en 1979. Il est le seul trotteur à avoir battu Bellino II et Jean-René Gougeon à poteau égal à Vincennes, dans le Prix René Ballière 1977. 

### Palmarès
France
- Critérium des 3 ans (1974)
- Critérium des 4 ans (1975)
- Critérium continental (1975)
- Prix de l'Étoile (1975)
- Prix de Sélection (1975, 1976)
- Prix René-Ballière (1977)
- 2e Prix d'Amérique (1978)
- 3e Prix d'Amérique (1979)
- 4e Prix d'Amérique (1977)

 Italie
- Grand Prix d’Europe (Gr.1, Milan)

 Allemagne
- 2e Prix des Meilleurs (Gr.1, Munich, 1978)

## Au haras
Fakir du Vivier allait s'avérer un reproducteur hors normes, décrochant un titre de tête de liste des étalons en 1994. Parmi ses meilleurs produits, citons Vourasie 1'12 (Prix de France, double lauréate du Prix de l'Atlantique, triple lauréate du Prix de Paris), Arnaqueur 1'13 (3e du Prix d'Amérique), Dahir de Prélong 1'14 (Prix de Sélection, 2e du Critérium des Jeunes, des 4 ans, Continental), Ukir de Jemma 1'13 (2e du Prix d'Amérique) ou Rainbow Runner 1'14 (Critérium des 3 ans, Gran Premio d'Europa, Prix de l'Étoile)… 
Remarquable père de mère, il est celui du grand champion suédois Victory Tilly 1'08. Ses fils ont également tracé au haras, en particulier via son petit-fils Coktail Jet 1'10, vainqueur du Prix d'Amérique et de l'Elitloppet, et chef de race. Il est aussi l'ascendant paternel de l'ex-détenteur du record du monde, Sebastian K. (1'07"7).

## Origines
Fakir du Vivier possède un pedigree classique, puisqu'il est issu du grand étalon Sabi Pas et de la prolifique Ua Uka, l'une des plus grandes poulinières de l'histoire du trot français.  
| Origines de Fakir du Vivier | Origines de Fakir du Vivier | Origines de Fakir du Vivier | Origines de Fakir du Vivier |
| --------------------------- | --------------------------- | --------------------------- | --------------------------- |
| Père Sabi Pas               | Carioca II                  | Mousko Williams             | Sam Williams                |
| Père Sabi Pas               | Carioca II                  | Mousko Williams             | Carlotta                    |
| Père Sabi Pas               | Carioca II                  | Quovara                     | Javari                      |
| Père Sabi Pas               | Carioca II                  | Quovara                     | Champagne III               |
| Père Sabi Pas               | infante II                  | Hernani III                 | Ontario                     |
| Père Sabi Pas               | infante II                  | Hernani III                 | Odessa                      |
| Père Sabi Pas               | infante II                  | Sa Bourbonnaise             | Karoly II                   |
| Père Sabi Pas               | infante II                  | Sa Bourbonnaise             | Beresina II                 |
| Mère Ua Uka                 | Kerjacques                  | Quinio                      | Hernani III                 |
| Mère Ua Uka                 | Kerjacques                  | Quinio                      | Germaine                    |
| Mère Ua Uka                 | Kerjacques                  | Arlette III                 | Loudéac                     |
| Mère Ua Uka                 | Kerjacques                  | Arlette III                 | Maggy II                    |
| Mère Ua Uka                 | Flicka                      | Ibarra                      | Quo Vadis                   |
| Mère Ua Uka                 | Flicka                      | Ibarra                      | Zsiba                       |
| Mère Ua Uka                 | Flicka                      | Va Sylva                    | Huron II                    |
| Mère Ua Uka                 | Flicka                      | Va Sylva                    | Carmen Sylva                |